# Thelypteris maxima
Thelypteris maxima là một loài dương xỉ trong họ Thelypteridaceae. Loài này được K.Iwats. & M.Kato mô tả khoa học đầu tiên năm 1983.
Danh pháp khoa học của loài này chưa được làm sáng tỏ. 